# Malin Levenstad
Eva Malin Sofia Levenstad (Vellinge, 13 september 1988) is een Zweeds voetbaltrainer en voormalig voetbalspeelster die actief was als verdediger bij het Zweeds voetbalelftal.

## Carrière

### Clubs
Malin Levenstad speelde haar gehele carrière bij FC Rosengård, dat voorheen onder de naam Malmö FF Dam (1970–2007) en LdB FC Malmö (2007–2013) uitkwam in de Damallsvenskan en won drie maal de landstitel. In de eerste helft van de competitie 2014 werd ze uitgeleend aan AIK Fotboll waar ze stopte met voetballen. In november 2016 werd ze assistent-trainer bij FC Rosengård en toen in september 2017 het contract van trainer Jack Majgaard Jensen eindigde, werd ze hoofdtrainer van het team.

### Nationaal elftal
Levenstad debuteerde op 16 februari 2008 bij het Zweeds voetbalelftal in een vriendschappelijke wedstrijd tegen Noorwegen die met 2-0 gewonnen werd. Ze was ook lid van het nationaal team tijdens de Olympische Zomerspelen 2012. Levenstad speelde haar laatste interland op 8 maart 2013 tegen IJsland tijdens de Algarve Cup.

## Privéleven
Levenstad woont samen met haar partner en voormalig teamgenoot Caroline Seger.

## Erelijst
- 2010, 2011, 2013: Winnaar Zweeds landskampioenschap (Damallsvenskan)[3]
- 2012: Winnaar Zweedse supercup